# Queró (fill d'Apol·lo)
Queró fou un heroi grec, fill d'Apol·lo i de Tero, filla de Filant, rei d'Èfira. Va donar el seu nom a la ciutat de Queronea, a la Beòcia.